# Skotråtta

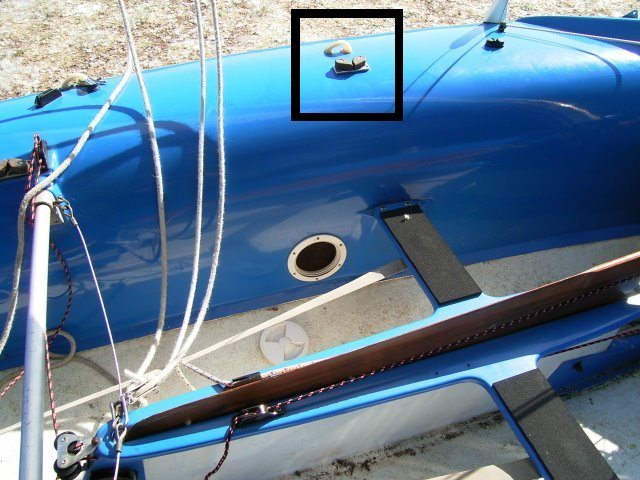
En skotråtta på en 420-jolle.

En skotråtta är ett beslag på en segelbåt som används för att tillfälligt fästa skot eller andra tampar.